# 입술소리
입술소리(입시울쏘리) 또는 순음(脣音)은 입술에서 만들어지는 닿소리라는 뜻으로 현대 음성학과 전통적 음운학에서 쓰인다. 

## 음성학
양순음, 순치음, 치순음으로 나뉜다.
한국어에서는 ㅁ이 양순 비음이고 ㅂ, ㅃ, ㅍ이 무성 양순 파열음이다. 중세 한국어의 ㅸ, ㅹ, ㆄ은 무성 양순 마찰음을 나타내는 것이라 여겨진다.

## 훈민정음 초성 체계
훈민정음 초성 체계에서는 'ㅂ', 'ㅍ', 'ㅃ', 'ㅁ'의 4 자모가 설음에 분류된다. 오음의 하나. 현대 음성학에서는 양순 파열음, 양순 비음에 해당된다. 순음에는 훈민정음 초성 체계에는 없지만 순경음이 있다. 
| 오음              | 전청      | 차청       | 전탁       | 불청불탁  |
| ----------------- | --------- | ---------- | ---------- | --------- |
| 순음 (입시울쏘리) | ㅂ 彆 [p] | ㅍ 漂 [pʰ] | ㅃ 步 [p˭] | ㅁ 彌 [m] |

- 현대 음성학에서 전청(全淸)은 무기 무성음, 차청(次淸)은 유기 무성음, 전탁(全濁)은 경음, 불청불탁(不淸不濁)은 유성음 가운데 비음, 유음, 마찰음, 두자음 없이 모음으로 시작하는 것을 나타낸다.

## 중국 음운학
중국 음운학에서 성모(聲母, 두자음)를 분류한 오음(五音) 중의 하나이며, 중순음(重脣音)과 경순음(輕脣音)으로 나뉜다.
현대 음성학에 있어서 중순음은 양순 파열음, 비음에 해당되고 경순음은 순치 마찰음, 비음에 해당된다. 
중국어 중고음(中古音, 수나라, 당나라의 발음)의 성모(두자음)을 표기하는 삼십육자모(三十六字母)에서 다음과 같이 분류되어 있다.
| 오음       | 오음           | 전청   | 차청    | 전탁   | 차탁   |
| ---------- | -------------- | ------ | ------- | ------ | ------ |
| 순음(脣音) | 중순음(重脣音) | 幫 /p/ | 滂 /pʰ/ | 竝 /b/ | 明 /m/ |
| 순음(脣音) | 경순음(輕脣音) | 非 /f/ | 敷 /fʰ/ | 奉 /v/ | 微 /ɱ/ |

- 현대 음성학에서 전청(全淸)은 무기 무성음, 차청(次淸)은 유기 무성음, 전탁(全濁)은 유성음 가운데 파열음, 마찰음, 파찰음, 차탁(次濁)은 유성음 가운데 비음, 유음, 반모음, 영성모(零聲母, 음절이 두자음 없이 모음으로 시작되는 것)을 나타낸다.

## 같이 보기
- 순음화